# Angubahita atra
Angubahita atra är en insektsart som beskrevs av Delong 1982. Angubahita atra ingår i släktet Angubahita och familjen dvärgstritar. Inga underarter finns listade i Catalogue of Life.